# Lavabo

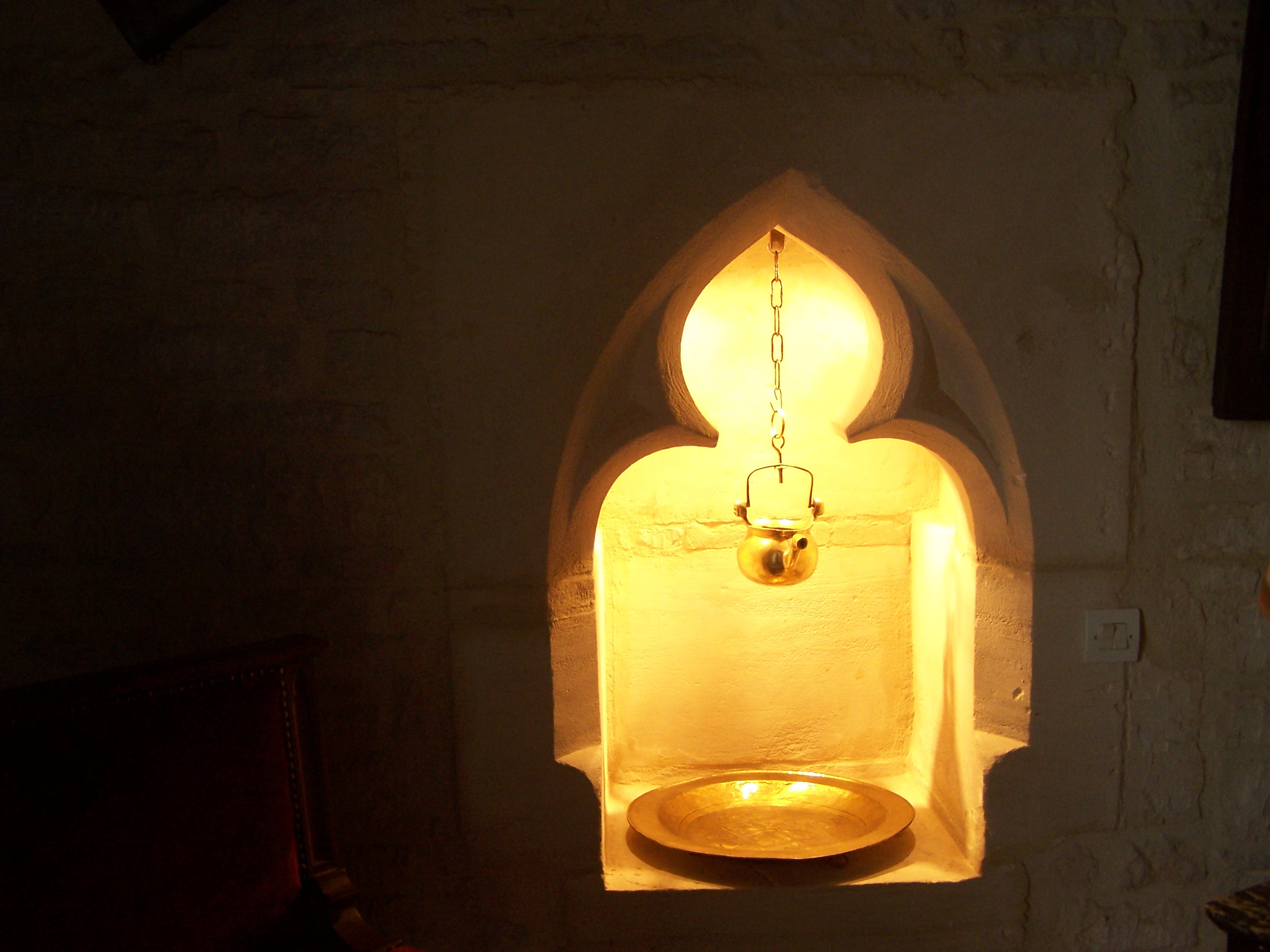
Senmedeltida lavabo

Lavabo (futurum av latin lavare ’tvätta’, ’skölja’) betecknar prästens liturgiska handtvagning i den katolska mässan. Momentet lavabo, som föregår tillredandet av nattvardsgåvorna, kommer från Psaltaren 26:6. I samband med handtvagningen bedjes: ”Två mig, Herre, från min missgärning och rena mig från min synd”.
Lavabo kan även beteckna den lilla kanna med skål som används vid handtvagningen.